# La Galaxie de la terreur
Pour plus de détails, voir Fiche technique et Distribution.
La Galaxie de la terreur (Galaxy of Terror) est un film américain réalisé par Bruce D. Clark, sorti en 1981.

## Synopsis
Le vaisseau spatial « Rebus » s'est posé sur une planète pour une raison inconnue, et tout signe de vie semble y avoir disparu. Apprenant la nouvelle, le Maître semble soulagé, et décide d'envoyer un vaisseau de secours dont il sélectionne lui-même l'équipage. Arrivé sur place, et après un atterrissage mouvementé, l'équipage découvre le vaisseau perdu, et quelques cadavres. Mais plus étrange, une pyramide mystérieuse brouille tous leurs équipements et les empêche de partir. Pire : les membres de l'équipage meurent les uns après les autres, tués par de mystérieuses créatures…

## Fiche technique
- Titre : La Galaxie de la terreur
- Titre original : Galaxy of Terror
- Réalisation : Bruce D. Clark
- Scénario : Bruce D. Clark et Marc Siegler
- Musique : Barry Schrader
- Photographie : Jacques Haitkin
- Montage : Larry Bock, R. J. Kizer et Barry Zetlin
- Direction artistique : Steve Graziani et Alex Hajdu, James Cameron (chef décorateur)
- Costumes : Timaree McCormick
- Production : Roger Corman
- Société de production : New World Pictures
- Société de distribution : Les Artistes Associés (France) et New World Pictures (États-Unis)
- Pays :  États-Unis
- Format : Couleurs - 1,85:1 - Mono - 35 mm
- Genre : Action, aventure, horreur et science-fiction
- Durée : 81 minutes
- Dates de sortie : octobre 1981 (États-Unis), 16 juin 1982 (France)
- Film interdit aux moins de 13 ans lors de sa sortie en France

## Distribution
- Edward Albert  (VF : Michel Papineschi)  : Cabren
- Zalman King : Baelon
- Erin Moran : Alluma
- Robert Englund : Ranger
- Ray Walston : Kore
- Grace Zabriskie : Trantor
- Bernard Behrens  (VF : Alain Flick)  : Le commandant Ilvar
- Taaffe O'Connell : Dameia
- Sid Haig : Quuhod
- Jack Blessing : Cos
- Mary Ellen O'Neill : Mitri

## Autour du film
- Le tournage s'est déroulé à Los Angeles et Santa Monica.
- Le film eu droit à une suite, Mutant, réalisée par Allan Holzman en 1982.
- Le producteur Roger Corman a permis de lancer bon nombre de carrières, et on retrouve ainsi, parmi les artisans ayant collaboré à la création de La Galaxie de la terreur, l'acteur Bill Paxton chargé de la construction des décors, James Cameron en réalisateur de seconde équipe et David DeCoteau en assistant de production, ainsi qu'Aaron Lipstadt, le réalisateur du film Androïde (1982), en directeur de production, ou encore Tony Randel, le réalisateur de Hellraiser 2 (Hellraiser : Hellbound, 1988), chargé de certains effets spéciaux[1].